# Daniel von Bargen
Daniel von Bargen (n. 5 iunie 1950, Cincinnati, Ohio, SUA – d. 1 martie 2015, Ohio, SUA) a fost un actor american de film, teatru și televiziune.
Acesta era cunoscut pentru rolurile lui Dl. Kruger în Seinfeld, comandantul Edwin Spangler în Malcolm in the Middle⁠(d) și Chief Grady în Superpolitiștii⁠(d).

## Biografie
Von Bargen s-a născut pe 5 iunie 1950, fiul lui Juanita J. (născută Bustle) și Donald L. von Bargen; era de origine germană și engleză.
S-a născut în Cincinnati, unde a trăit în timpul copilăriei, iar apoi s-a mutat cu familia în California de Sud⁠(d). În 1968, von Bargen a absolvit Liceul Reading⁠(d).  A absolvit Universitatea Purdue⁠(d) din Indiana.

## Cariera
În 1974, von Bargen și-a făcut debutul în televiziune cu un rol în Feasting with Panthers, o piesă de teatru despre întemnițarea lui Oscar Wilde la Reading Gaol⁠(d), parte a serialului Great Performances⁠(d) al PBS⁠(d).
Von Bargen a avut roluri în Tăcerea mieilor; Londra Betty⁠(d); RoboCop 3; Instinct primar; Operațiunea Broken Arrow; Truman⁠(d); Majestic⁠(d); Philadelphia; Marea hoinăreală; Parfum de cedru⁠(d);  Te blestem!; Avocatul⁠(d); Puștiul⁠(d); Superpolițiștii și Soldatul universal: Întoarcerea⁠(d).
Von Bargen l-a interpretat pe vrăjitorul maniac Nix în Stăpânul luziilor al lui Clive Barker și pe șerif în Poștașul. A jucat rolul unui terorist într-un episod din sezonul 5⁠(d) din Dosarele X, pe domnul Kruger, șeful lui George Costanza, în cel de-al nouălea sezon al serialului Seinfeld și pe comandantul Edwin Spangler Malcolm in the Middle în primele trei sezoane.
Pe parcursul carierei sale teatrale, Von Bargen a fost membru de lungă durată al Companiei Trinity Repertory⁠(d) din Providence, Rhode Island; și-a făcut debutul în Off-Broadway⁠(d) în 1981 în piesa de teatru Missing Persons. De asemenea, a apărut în Mastergate (piesa de debut a lui Larry Gelbart⁠(d)) și în alte piese la American Repertory Theatre⁠(d) din Cambridge, Massachusetts. Și-a făcut debutul pe Broadway odată cu organizarea spectacolul în New York City. În 1990, a câștigat un Theatre World Award pentru cel mai bun actor începător pentru rolul său din Mastergate. Ultimele sale roluri în filme au fost în London Betty și Things That Hang from Trees⁠(d).
În 1993, von Bargen a narat cartea Streets of Laredo⁠(d).

## Viața personală
Von Bargen a fost căsătorit cu actrița Margo Skinner, însă cei doi au divorțat înainte de moartea sa pe 11 aprilie 2005. Aceasta a murit în somn din cauza unui atac de cord în apartamentul său din New York.

## Probleme de sănătate și moartea
Pe 20 februarie 2012, von Bargen s-a împușcat în tâmplă într-o aparentă tentativă de suicid. După ce a contactat telefonic un operator 911, echipele de urgență au fost trimise la apartamentul său din Montgomery, Ohio⁠(d). Von Bargen suferea de diabet și trăia cu un picior amputat. Urma să fie amputate mai multe degete de la piciorul rămas și nu a vrut să treacă printr-o altă intervenție chirurgicală.
Von Bargen a murit pe 1 martie 2015, cauza nefiind însă dezvăluită. Avea 64 de ani. The Washington Post a menționat că a încetat din viață după o lungă suferință, însă boala nu este specificată. Cenușa lui Von Bargen a fost dată familiei sale.

## Filmografie

### Filme
| An   | Titlu                         | Rol                                  | Note                  |
| ---- | ----------------------------- | ------------------------------------ | --------------------- |
| 1991 | The Silence of the Lambs      | SWAT Communicator                    |                       |
| 1991 | Company Business              | Mike Flinn                           |                       |
| 1991 | Shadows and Fog               | Hacker's Vigilante #4                |                       |
| 1992 | Complex World                 | Malcom                               |                       |
| 1992 | Basic Instinct                | Lieutenant Nilsen                    |                       |
| 1993 | RoboCop 3                     | Moreno                               |                       |
| 1993 | Rising Sun                    | Chief Olson / Interrogator           |                       |
| 1993 | The Saint of Fort Washington  | Boat Captain                         |                       |
| 1993 | Six Degrees of Separation     | Detective                            |                       |
| 1993 | Philadelphia                  | Jury Foreman                         |                       |
| 1994 | I.Q.                          | Secret Service Agent                 |                       |
| 1995 | Crimson Tide                  | Vladimir Radchenko                   |                       |
| 1995 | Lord of Illusions             | Nix                                  |                       |
| 1996 | Looking for Richard           | Ratcliffe                            | Documentar            |
| 1996 | Broken Arrow                  | Air Force General Creely             |                       |
| 1996 | Before and After              | Police Chief Fran Conklin            |                       |
| 1996 | Thinner                       | Chief Duncan Hopley                  |                       |
| 1997 | G.I. Jane                     | Secretary of the Navy Theodore Hayes |                       |
| 1997 | The Real Blonde               | Devon                                |                       |
| 1997 | Trouble on the Corner         | Cecil, The butcher                   |                       |
| 1997 | Amistad                       | Warden Pendleton                     |                       |
| 1997 | The Postman                   | Pineview Sheriff Briscoe             |                       |
| 1998 | Desert Blue                   | Sheriff Jackson                      |                       |
| 1998 | I'm Losing You                | Dr. Litvak                           |                       |
| 1998 | Inferno                       | General Craig Maxwell                |                       |
| 1998 | The Faculty                   | Mr. Tate                             |                       |
| 1998 | A Civil Action                | Mr. Granger                          |                       |
| 1999 | The General's Daughter        | Police Chief Yardley                 |                       |
| 1999 | Universal Soldier: The Return | General Radford                      |                       |
| 1999 | Snow Falling on Cedars        | Carl Heine Sr.                       |                       |
| 2000 | A Question of Faith           | Adrian                               |                       |
| 2000 | O Brother, Where Art Thou?    | Sheriff Cooley                       |                       |
| 2000 | Shaft                         | Lieutenant Kearney                   |                       |
| 2000 | Disney's The Kid              | Sam Duritz                           |                       |
| 2001 | Super Troopers                | Chief Bruce Grady                    |                       |
| 2001 | Trigger Happy                 | Harold                               |                       |
| 2001 | The Majestic                  | Federal Agent Ellerby                |                       |
| 2002 | Coastlines                    | Sheriff Tate                         |                       |
| 2002 | S1m0ne                        | Chief Detective                      |                       |
| 2003 | Artworks                      | Howard Deardorf                      |                       |
| 2004 | Dead Horse                    | Stu Conklin                          |                       |
| 2005 | Drip                          | Daniel                               |                       |
| 2006 | Things That Hang from Trees   | George Burgess                       |                       |
| 2009 | London Betty                  | Maury                                | (ultimul rol de film) |

### Seriale
| An        | Titlu                   | Rol                                                    | Note                                           |
| --------- | ----------------------- | ------------------------------------------------------ | ---------------------------------------------- |
| 1974      | Great Performances      | Wooldridge                                             | Episodul: "Feasting with Panthers"             |
| 1976      | Visions                 | Guard                                                  | Episodul: "Life Among the Lowly"               |
| 1979      | The Scarlet Letter      | Sailor                                                 |                                                |
| 1983      | The Dean of Thin Air    | George Berkeley                                        | Film de televiziune                            |
| 1985      | Right to Kill?          | Detective Roberts                                      | Film de televiziune                            |
| 1985      | American Playhouse      | Thomas                                                 | Episodul: "Three Sovereigns for Sarah: Part I" |
| 1985–1986 | Spenser: For Hire       | Al / Mr. Hurley                                        | 2 episoade                                     |
| 1990      | H.E.L.P.                | Whitehall                                              | Episodul: "Are You There, Alpha Centauri?"     |
| 1991-2004 | Law & Order             | Superintendent Cooper / Commander Billings / Lambrusco | 3 episoade                                     |
| 1992      | Citizen Cohn            | Clyde Tolson                                           | Film de televiziune                            |
| 1993      | The Last Hit            | Nordlinger                                             | Film de televiziune                            |
| 1993      | The Good Policeman      | Frederic LeComte                                       | Film de televiziune                            |
| 1993      | With Hostile Intent     | Officer Ted Campbell                                   | Film de televiziune                            |
| 1993      | Scam                    | Albert Magliocco                                       | Film de televiziune                            |
| 1993      | Guiding Light           | Joe Morrison                                           |                                                |
| 1994      | One West Waikiki        | Captain Charlie Dalton                                 | Episodul: "'Til Death Do Us Part"              |
| 1994      | The Gift of Love        | Mr. Brady                                              | Film de televiziune                            |
| 1994–1995 | All My Children         | Lieutenant Cody                                        |                                                |
| 1995      | The Shamrock Conspiracy | Sternhardt                                             | Film de televiziune                            |
| 1995      | Truman                  | General Douglas MacArthur                              | Film de televiziune                            |
| 1995-1997 | New York Undercover     | Green / Omega Bomber / Duane                           | 2 episoade                                     |
| 1996      | The Writing on the Wall | Rockwell                                               | Film de televiziune                            |
| 1996      | NYPD Blue               | Sergeant Ray Kahlins                                   | 2 episoade                                     |
| 1997–1998 | Seinfeld                | Mr. Kruger                                             | 4 episoade                                     |
| 1998      | The Pretender           | Captain Prentiss McClaren                              | Episodul: "Collateral Damage"                  |
| 1998      | Significant Others      | David Lerner                                           | Episodul: "The Plan"                           |
| 1998      | The X-Files             | Jacob Steven Haley                                     | Episodul: "The Pine Bluff Variant"             |
| 1998      | Arliss                  |                                                        | Episodul: "Whatever It Takes"                  |
| 1998      | Party of Five           | Dr. Dick Grayson                                       | Episodul: "Love and War"                       |
| 1999      | Fantasy Island          | District Attorney Flynn                                | Episodul: "Innocent"                           |
| 1999      | The Practice            | Detective Smiley                                       | Episodul: "Happily Ever After"                 |
| 2000      | City of Angels          | Stewart Rafferty                                       | Episodul: "Unhand Me"                          |
| 2000      | Time of Your Life       | Mr. Halloway                                           | Episodul: "The Time They Got E-Rotic"          |
| 2000      | The Fearing Mind        | P.F. O'Horgan                                          | Episodul: "Good Harvest"                       |
| 2000      | The West Wing           | Air Force General Ken Shannon                          | 2 episoade                                     |
| 2000–02   | Malcolm in the Middle   | Commandant Edwin Spangler                              | 15 episoade (sezoanele1–3)                     |
| 2001      | Ally McBeal             | Judge William Kopesky                                  | Episodul: "The Ex-Files"                       |
| 2001      | Judging Amy             | Judge                                                  | Episodul: "Grounded"                           |
| 2003      | Without a Trace         | Chief Patrick Finn                                     | Episodul: "Trip Box"                           |

### Teatru
| An   | Titlu                          | Rol                      | Locație                    |
| ---- | ------------------------------ | ------------------------ | -------------------------- |
| 1981 | Missing Persons                | Tucker                   |                            |
| 1986 | Good by C. P. Taylor           | John Halder (lead)       | Dallas Theater Three       |
| 1987 | Uncle Vanya                    | Vanya                    | Hasty Pudding Theater      |
| 1988 | Platonov                       | Pavel Petrovich Scherbuk |                            |
| 1988 | Life is a Dream                | King Basilio             |                            |
| 1988 | Nobody                         | Carl                     |                            |
| 1989 | Mastergate                     | Maj. Manley Battle       | American Repertory Theater |
| 1990 | Macbeth                        | Ross                     | Joseph Papp Public Theater |
| 1991 | Beggars in the House of Plenty | Pop                      |                            |
| 1992 | Angel of Death                 | Gunther Ludwig           | American Jewish Theater    |
| 1993 | The Treatment                  | Andrew                   | Joseph Papp Public Theater |
| 2003 | Secret Order                   | Robert Brock             | Laguna Playhouse           |
|      | ''Tis Pity She's a Whore       |                          |                            |
|      | The Changeling                 |                          |                            |